# Căsătorie

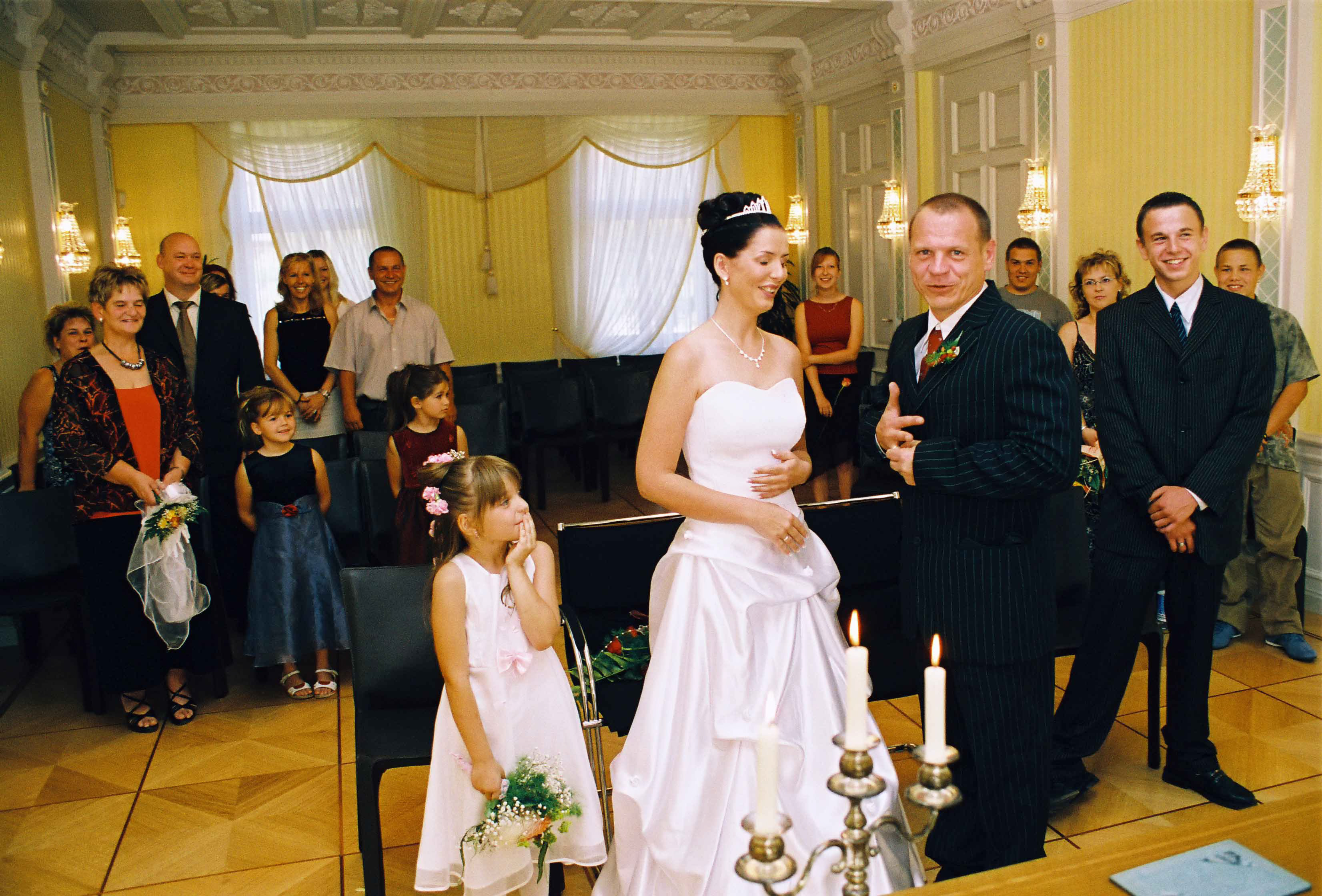
Căsătorie la starea civilă

Căsătoria este o uniune legalizată prin care două persoane sau mai mult de doi parteneri în țările care recunosc poligamia s-au decis să întemeieze o familie, să trăiască și să-și împartă veniturile și bunurile materiale în comun. Prin actul căsătoriei se creează o relație de rudenie între familiile persoanelor implicate. Căsătoria este o instituție în care relațiile interpersonale, de obicei, intime și sexuale, sunt recunoscute într-o varietate de moduri, în funcție de cultura sau subcultura în care se petrece. O astfel de uniune, de multe ori formalizată printr-o ceremonie de nuntă sau semnarea unui act oficial, poate fi, de asemenea, numită căsătorie. În anumite țări și persoanele de același sex se pot căsători din punct de vedere legal.
Din punct de vedere juridic, căsătoria formează o categorie familială în sine. Soții nu sunt nici rude și nici afini și formează împreună o familie nouă.

## Motivele

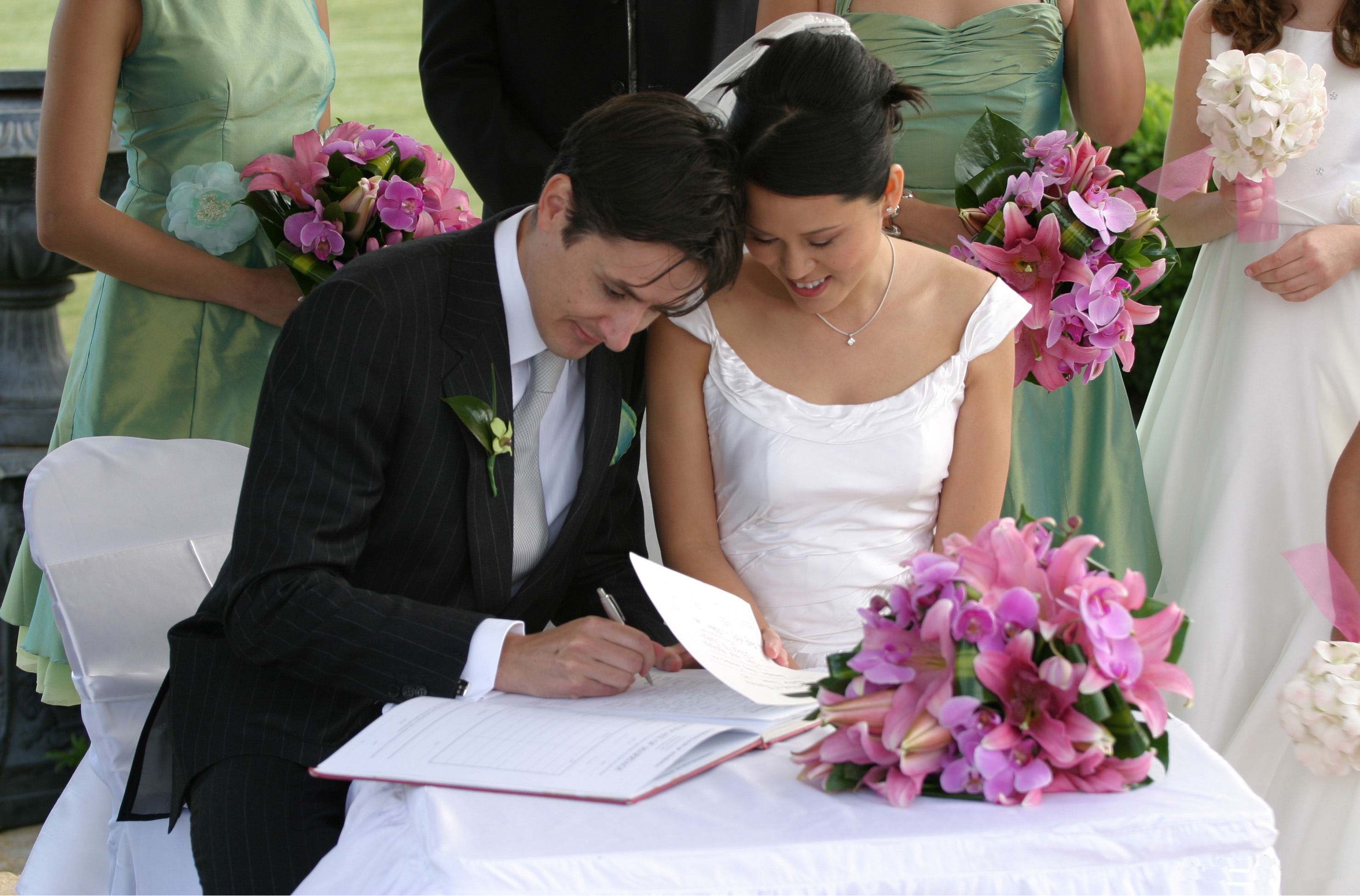
Mire și mireasă semnând actele de stare civilă

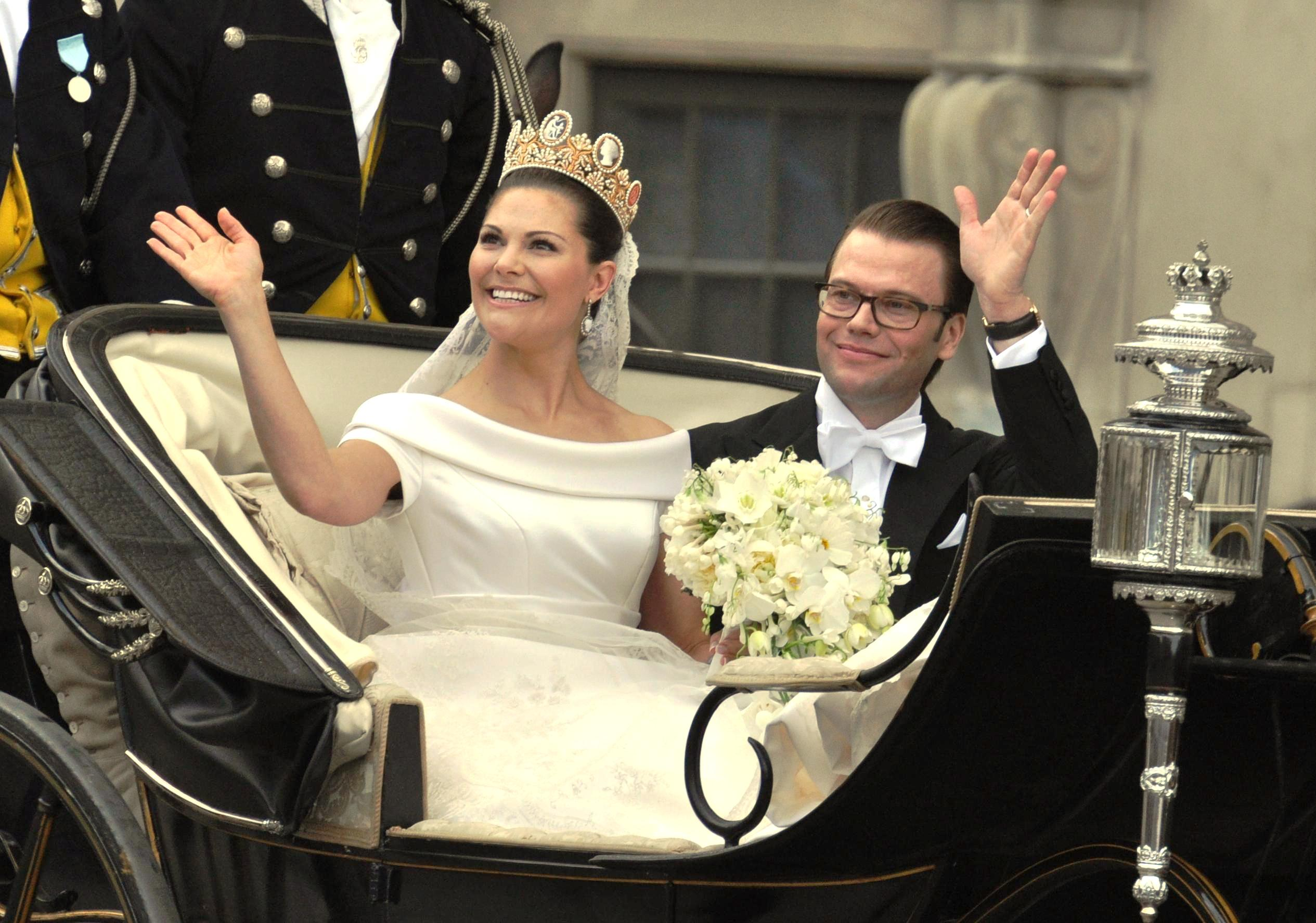
Căsătorie regală în Suedia

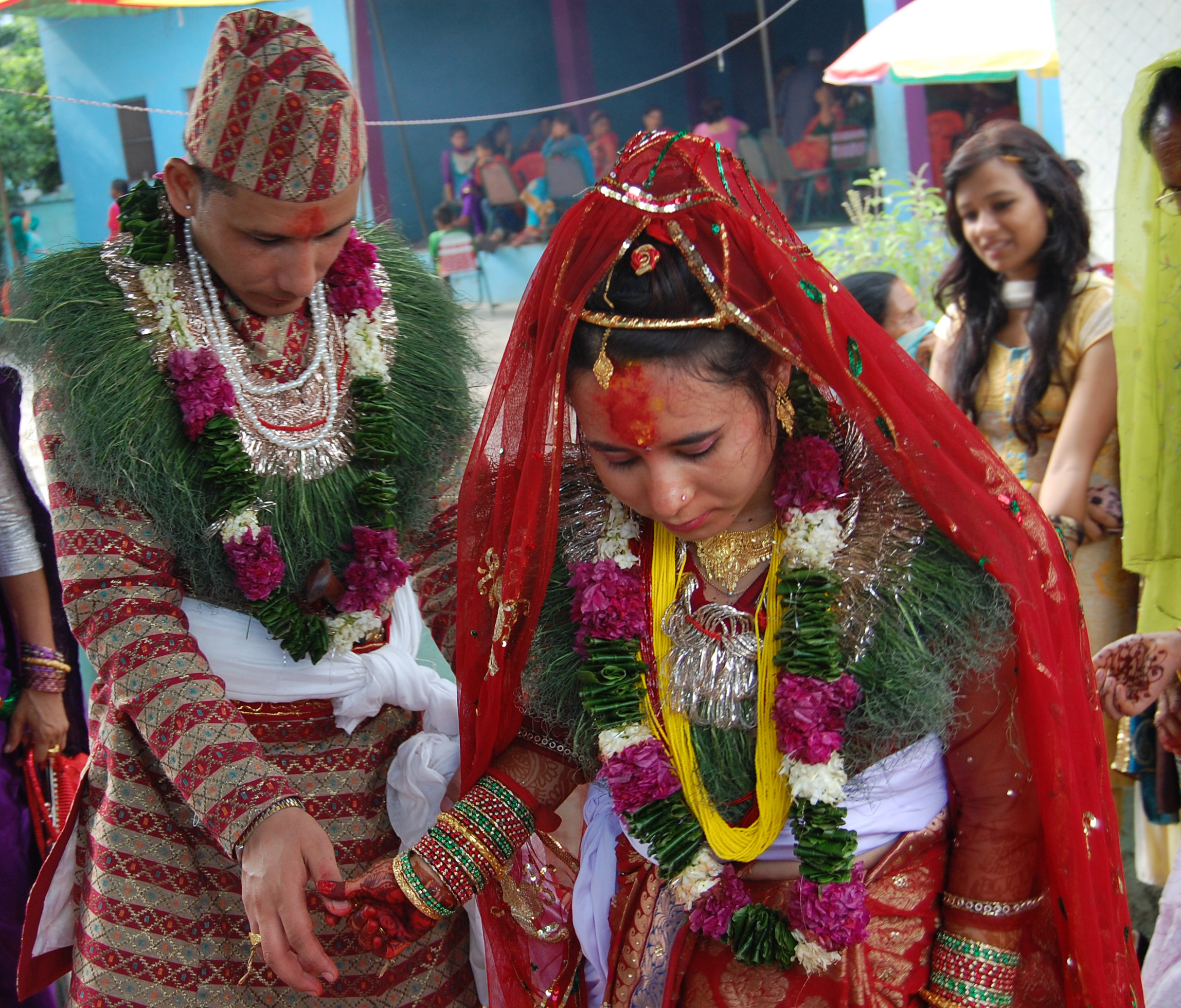
Un cuplu din Nepal într-o ceremonie matrimoniala de religie hindusa

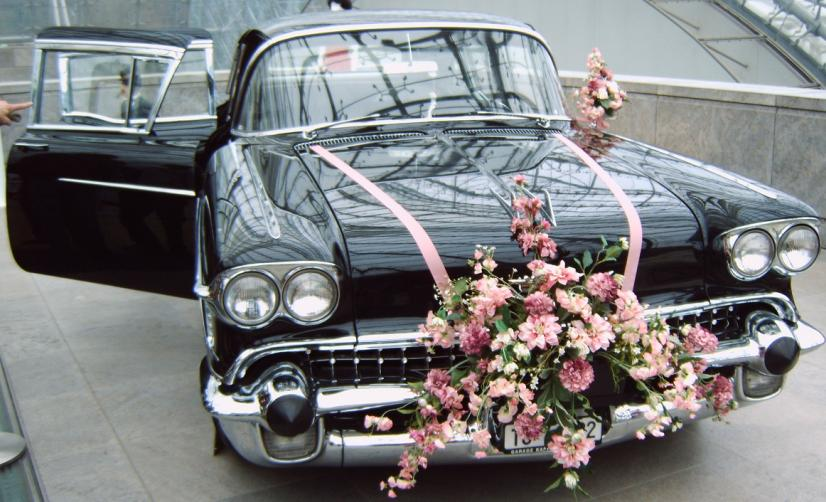
Mașină din alaiul nupțial

Oamenii se căsătoresc pentru mai multe motive, printre care printre care: motive juridice, sociale, emoționale, economice, spirituale ori religioase. Acestea ar putea include căsătoriile aranjate, obligațiile de familie, înființarea juridică a unei unități de familie nucleară, protecția juridică a copiilor.
Actul căsătoriei, de obicei, creează obligații legale între persoanele implicate. În unele societăți aceste obligații extind, de asemenea, pentru membrii familiilor celor care se căsătoresc.

## Tipuri de căsătorie recunoscute
Căsătoria este, de obicei recunoscută de către stat, de către o autoritate religioasă, sau de către ambele autorități. Este adesea privită ca un contract.
Istoric căsătoria a luat forma unei căsătorii religioase. Acest procedeu este însoțit de diferite ritualuri și elemente festive ca nuntă, diferă după cultura sau poziția în ierarhia socială a celor doi parteneri. În România căsătoria religioasă se mai numește și cununie și, în general, se încheie în fața unui preot.
Căsătoria civilă reprezintă conceptul legal de căsătorie ca instituție a codului civil, indiferent de apartenența religioasă, în conformitate cu legislația țării în care are loc. Căsătoria civilă se încheie în general la un ofițer al stării civile. Există și excepții care permit încheierea căsătoriei de către alte persoane (de exemplu căpitanul unui vapor sau aeronave).

## Istoric

### În Biblie
Conform Bibliei, căsătoria înseamnă transfer de proprietate asupra femeii (de la tată către soț).
Biblia o definește astfel: „Căsătoria este o expresie a formelor de legături de rudenie în care de obicei un bărbat conviețuiește cu cel puțin o femeie în mod public și permanent drept unitate socială de bază”.

### În iudaismul antic
La evreii antici căsătoria era o treabă de familie și nu existau ceremonii religioase de căsătorie. Participarea unui preot sau rabin nu era necesară.
Minorilor (băieții sub 13 ani și fetele sub 12 ani) le era interzis să încheie căsătorii. Un minor (peste 9 ani)/o minoră (peste 3 ani) putea fi dat(ă) în căsătorie de tatăl lui/ei, sau, în lipsa lui, de cine exercita autoritatea părintească în locul lui. Băieții erau pasibili de a comite adulter începând cu vârsta de 9 ani. În acest caz în urma condamnării penale executarea pedepsei cu moartea avea loc după ce împlineau 13 ani.
Vârsta majoratului era de fapt o procedură complexă care ținea cont de dezvoltarea biologică. Erau prevăzute vârste minime ale majoratului (13 ani la băieți și 12 ani la fete) și vârste maxime ale majoratului (35 de ani la ambele sexe). La nașterea primului copil o femeie devenea automat majoră, indiferent de vârsta ei.
În iudaismul antic o căsătorie putea fi încheiată în trei moduri: bani, contract sau contact sexual.

### În iudaismul medieval
La evreii medievali, căsătoria era esențial un contract de drept privat. Începând cu secolul XII d.Hr., logodna și căsătoria erau încheiate în aceeași zi.

### În creștinism
Căsătoriile creștine se întemeiază pe învățăturile lui Isus și ale apostolului Pavel. Azi multe culte creștine consideră căsătoria drept sacrament, o instituție sacră sau un legământ, dar nu a fost întotdeauna așa, înainte de a fi recunoscută în mod oficial drept sacrament de Biserica Catolică la Conciliul de la Verona din 1184. Înainte de asta, nu exista un ritual pentru a încheia căsătoria: „Legămintele căsătoriei nu era necesar să fie făcute într-o biserică și nici nu se cerea ca un preot să fie de față. Un cuplu își putea manifesta consimțământul reciproc oriunde și în orice moment.”
În decretele asupra căsătoriei ale Conciliului Tridentin (sesiunea a XXIV-a din anul 1563) validitatea căsătoriei a devenit funcție de a avea loc în fața unui preot plus doi martori, iar a prin a stipula că nu mai era nevoie de consimțământ din partea părinților au încheiat o dispută care se prelungea începând din secolul al XII-lea. În cazul unui divorț, partea nevinovată nu avea drept de recăsătorire cât timp trăia cealaltă parte la căsătorie, chiar dacă acea persoană comisese adulter.
Abia în secolul al XVI-lea Biserica Catolică a permis ca ceremoniile de căsătorie să aibă loc în biserici, până atunci având loc în porticul bisericilor.
Martori antici ai intervenției clerului în cadrul căsătoriilor îi includ pe Tertullian, care vorbește de creștini care „cer căsătoria” de la clerici, și Ignatie al Antiohiei, care afirma că creștinii ar trebui să se unească având aprobare din partea episcopului. Începând din secolul al IV-lea era considerat obligatoriu pentru creștini ca a lor căsătorie să fie binecuvântată de clerici, ceea ce devenise rutină în vremea respectivă. Dar până în secolul al XX-lea unele căsătorii au continuat să fie realizate fără respectarea acestei obligații. Deci, pentru cea mai mare parte a istoriei bisericii vestice (latine), căsătoria a fost realizată (conform tradițiilor romane și iudaice) fără prezența clerului, în conformitate cu obiceiurile locale. În Vest cei care se căsătoreau erau sacerdoții, cu condiția să fie botezați, iar acordul lor reciproc era dovadă suficientă a existenței unei căsătorii sacramentale, a cărei validitate nu depindea nici de prezența martorilor, nici de respectarea legii celui de-al Patrulea Conciliu Lateran din 1215, care interzisese căsătoriile clandestine și cerea facerea unor anunțuri înainte de căsătorie. Validitatea acestor căsătorii bătea chiar validitatea unei căsătorii ulterioare, desfășurată în biserică, chiar dacă prima era făcută sub un copac sau într-o tavernă. Chiar după Conciliul Tridentin obligase la a o face în fața unui preot sau delegat al său și cel puțin doi martori pentru a fi validă, situația anterioară a continuat în multe țări în care decretul conciliului nu fusese promulgat. Aceasta a luat sfârșit abia în 1908, la intrarea în vigoare a decretului Ne Temere. Totuși, chiar în Vest, unde căsătoriile chiar fără participarea clericilor erau considerate valide, un Romeo și o Julietă care se căsătoreau fără consimțământul părinților lor ar fi preferat ca unirea lor să fie binecuvântată de un preot. Există dări de seamă despre servicii nupțiale reale în Estul bisericii pe atunci unite începând din secolul al VII-lea, dar primul raport scris detaliat al unei nunți creștinești în Vest datează din secolul al IX-lea și pare să fie identică serviciului nupțial din Roma antică. Păstrarea obiceiurilor locale de căsătorie a fost recunoscută de Conciliul Tridentin, care a decretat: „Dacă vreo provincie are în această privință obiceiuri sau ceremonii lăudabile, dar diferite față de cele numite anterior, sfântul conciliu dorește în mod sincer ca ele să fie în mod sigur păstrate.” Aceeași latitudine există și azi în designul ritualurilor de căsătorie sau în adaptarea celor existente.
De-a lungul Evului Mediu căsătoriile erau aranjate, unele începând cu nașterea, iar aceste promisiuni timpurii de căsătorie erau adesea folosite pentru a realiza tratate între diferite familii regale, nobili și moștenitori de feude. Biserica se opunea acestor căsătorii impuse și a mărit numărul de prevederi de anulare ale unor astfel de aranjamente. Odată cu răspândirea creștinătății în perioada romană și Evul Mediu, ideea alegerii libere în selectarea partenerului de căsătorie a devenit mai populară, răspândindu-se odată cu ea.
În secolul al XII-lea, Papa Alexandru al III-lea a decretat că ceea ce forma o căsătorie era acordul reciproc liber exprimat de către soți, nu decizia părinților sau tutorilor lor. După aceea căsătoriile clandestine au început să prolifereze, ceea ce a făcut ca tribunalele ecleziastice să aibă de hotărât care dintr-o serie de căsătorii a fost prima și prin urmare singura validă. Deși „detestate și interzise” de biserică, ele erau recunoscute drept valide. Astăzi, în mod similar, catolicilor le este interzis să încheie căsătorii mixte fără permisiune din partea autorităților bisericești (catolice), dar dacă cineva încheie astfel de căsătorii fără o astfel de permisiune, dacă celelalte condiții sunt îndeplinite, căsătoria este considerată validă, dar ilicită.
Puritanii, deși aveau o mare prețuire pentru căsătorie, o considerau o treabă lumească („civilă”) mai degrabă decât „religioasă”, fiind „sub jurisdicția tribunalelor civile”. Ei au ajuns la această concluzie deoarece în Biblie nu există niciun exemplu de căsătorie încheiată de un cleric și nicio mențiune că rolul clericilor ar fi și acela de a încheia căsătorii. Ei considerau căsătoria drept un „remediu împotriva concupiscenței” și având un scop spiritual.
Unele culte permit desfacerea căsătoriei prin divorț sau de anulare. Religia catolică nu permite decât în situații excepționale desfacerea căsătoriei religioase. Religia ortodoxă este puțin mai permisivă, permițând desfacerea căsătoriei din motiv de adulter sau dacă ambii soți decid să se călugărească.

## Perspective feministe
În sens oficial termenul de căsătorie desemnează o relație aprobată cultural prin care se legitimează o uniune economică și sexuală, de obicei între un bărbat și o femeie, o instituție socială strict reglementată printr-un set de norme culturale, politice, sociale, economice și religioase.
Analizele feministe au atacat concepția patriarhală a „căsătoriei” în mod direct- prin repunerea în discuție a drepturilor femeii în cadrul legislației privitoare la familie- și indirect- prin contestarea noțiunilor și valorilor „familiei” tradiționale.
A. Studiile feministe ale instituției „căsătoriei” din perspectiva legală au plecat de la redefinirea reglementărilor legale ale realizării sau disoluției uniunii legale dintre un bărbat și o femeie plus a celor care vizează custodia și sprijinul copiilor născuți în interiorul sau în exteriorul unei căsătorii. Mișcarea pentru eliberarea femeilor a considerat că femeile și bărbații trebuie să se schimbe iar schimbarea trebuie să apară în domeniul public al legii și politicii ca și în domeniul particular al familiei și sexualității: „Democrația participativă începe acasă” . Dreptul familiei nu s-a mai referit astfel exclusiv la cuplul tradițional: soț-soție-copii- ci și-a extins aplicabilitatea plecând în principal de la relațiile de rudenie între membrii familiei (care pot fi interne sau externe căsătoriei formal recunoscute).
B. În ciuda mutațiilor înregistrate de intrarea femeilor pe piața forței de muncă plătită și redefinirea rolurilor sociale de gen, feministele din științele sociale au dezvăluit persistența unui hegemonism masculin în cadrul instituției „căsătorie”:
- Limitarea femeilor la activități legate de sfera casnică (rolul de gospodină și cel de mamă atribuit femeii) mențin permanentizarea femeii în poziția de oprimare și subordonare în raport cu bărbații/soții lor;
- Soțiile ca grup social au responsabilități principale legate de sarcinile casnice, grija față de copil și grija pentru alți membrii ai familiei chiar dacă ele lucrează salariat
- Soțiile sunt încă dezavantajate economic în căsătorie și, reciproc, ele sunt încă discriminate în lumea muncii salariate;
- Din punct de vedere statistic femeile sunt mai predispuse la a fi atacate, violate sau omorâte în casă chiar de soți sau parteneri masculini decât de un străin.

Mișcarea feministă pentru reformarea familiilor a acționat astfel pentru o schimbare în redistribuirea puterii de-a lungul dimensiunii de gen atât în interiorul relației maritale cât și în sfera publică. Studiile feministe au identificat mecanismele prin care relațiile subordonat-supraordonat din căsătorie se reproduce în exteriorul cuplului și au condus la apariția a noi tipuri de „familii” alternative: uniunile consensuale heterosexuale sau cuplurile homosexuale. La ora actuală dezbaterile feministe asupra „căsătoriei” pun un accent deosebit atât pe aspectele practice-legale- cât și pe relația existentă între acest termen și conceptele (conexe) de „rudenie”, „familie” și „gospodărie”.

## Căsătoria în România
În România, aspectele legale legate de căsătorie au fost reglementate de Codul familiei între 1 februarie 1954 și 1 octombrie 2011. Noul cod civil al României a intrat în vigoare în octombrie 2011, abrogând vechiul cod al familiei. Căsătoria în România poate avea loc doar între un bărbat și o femeie. Vârsta legală pentru căsătorie este de 18 ani, conform Art. 272, cu mențiunea că, "pentru motive temeinice" se poate aproba legal căsătoria de la 16 ani. (În 2007, Legea nr. 288/2007 a egalizat vârsta minimă de căsătorie a femeilor și bărbaților). Pe plan penal, adulterul a fost decriminalizat în 2006. Cu toate acestea, căsătoria este monogamă, deci doar două persoane pot forma un cuplu legal căsătorit, bigamia (încheierea unei noi căsătorii de către o persoană căsătorită) este o infracțiune conform Art. 376 al codului penal.
Noul cod civil aduce noutăți în domeniul regimurilor patrimoniale; astfel, spre deosebire de vechiul cod al familiei (care avea un regim unic, obligatoriu și imutabil de comunitate de bunuri)
soții pot alege tipul de regim patrimonial pe care îl doresc.